# 石川鈴華
石川 鈴華（いしかわ すずか、1988年1月15日 - ）は、日本のAV女優、ストリッパー。ティーパワーズ所属。

## 略歴
2008年5月、『初少女 石川鈴華』でクリスタル映像専属としてAVデビュー。
2009年はフリーとして活動。12月に一度引退。
2010年に「橘 ミオン」と改名し復帰。ここでは福岡県出身としていた。
2012年より「青山 はるか」名義でストリップに出演。

## 作品

### アダルトビデオ
2008年
- 初少女　石川鈴華（5月30日［セル］/2008年5月31日［レンタル］、クリスタル映像）
- いもうと天使 石川鈴華（6月27日［セル］/2008年6月28日［レンタル］、クリスタル映像）
- ぷるるんウェイトレス 石川鈴華（7月25日［セル］/2008年7月26日［レンタル］、クリスタル映像）
- あなたとエッチ♥ 石川鈴華（8月22日［セル］/2008年8月30日［レンタル］、クリスタル映像）
- 石川鈴華のソープしちゃうね（9月26日［セル］/2008年9月20日［レンタル］、クリスタル映像）
- 潮吹き電マ凌辱FUCK!! 石川鈴華（10月10日［セル］/2008年10月11日［レンタル］、クリスタル映像）
- 潮吹きFUCK DX PART.2（11月7日［セル］/2008年11月8日［レンタル］、クリスタル映像）
- 巨乳×爆乳GRANDPRIX DX4（11月21日、クリスタル映像）

2009年
- CRYSTAL SOAPへようこそ（1月16日、クリスタル映像）
- 働くオンナ Vol.32（1月23日、プレステージ）
- やりたい放題 3（2月11日、プレステージ）
- MANNISH 01（2月20日、プレステージ）
- Cutie Girl SU◆ZU◆KA(3月6日、クリスタル映像）
- 東京25時 VOL.30（3月12日、プレステージ）
- GLAMOUROUS ロリフェラ嬲り 2（3月20日、レアル・ワークス）
- 恋夜 ren-ya 第四章 石川鈴華（4月1日、プレステージ）
- INSTANT LOVE 4 (4月10日、クリスタル映像）
- 現役女子大生SEX白書NO4（5月13日、EROS HEARTS）
- イタズラ屋外羞恥指令（5月20日、Primo）共演:月野しずく、高倉梨奈
- 妻、卑猥な唇とカラダ（6月4日、タカラ映像）
- Tokyo A・GE・HA 04（6月19日、GLAY'z）
- 欲しがるお姉さんの潮吹き生中出しSEX（7月19日、エムズビデオグループ）
- kira☆kira Festival -上京物語-中出し in TOKYO （7月19日、kira☆kira）共演:さくらひなこ、平井綾
- ものすごい失禁 vol.5 石川鈴華（7月23日、アイエナジー）
- 教師と生徒の逆転関係！禁断レズ学園 2(8月6日、ディープス)共演:堀口奈津美、成瀬心美
- ジェット噴射潮吹き（8月13日、MOODYZ）
- マジでトモダチ・レズビアン エッチな意味でもたぶん、好き（8月15日、ワープエンタテインメント）共演:成瀬心美
- イキすぎて白目で号泣！（8月19日、乱丸）
- うちにおいでよ 石川鈴華（9月1日、ワンズファクトリー）
- 美脚×ローライズ短パン×露出デート（9月13日、マルクス兄弟）
- GALSONA 008（9月19日、プレステージ）
- いっけん高嶺の花の受付嬢、ホントは淫らに潮吹き散らかす欲しがりマンコ（9月19日、クロス）
- 淫欲 手篭めにされた若妻（9月19日、ヒビノ）
- kira☆kira SPECIAL LIP ギャル・de・リゾート ～巷で噂のセクハラマッサージ～ (9月19日 kira☆kira)共演:成瀬心美、桜庭ハル、向井ゆうき
- 愛しの訪問介護サービス（10月1日、グローリークエスト）
- 禁断な妄想官能小説（10月9日、アウダースジャパン）共演:桐原あずさ、純名もも、星アンジェ
- DOKIレズ 39（10月9日、アウダースジャパン）共演:桐原あずさ、純名もも、星アンジェ
- レズの華が咲く頃。 VOL.5（10月23日、U&K）共演:成瀬心美
- Honey Pot 06 SUZUKA（10月27日、リバイバル）
- マジックミラー号 逆ナンパ in 三浦海岸2009（11月5日、ディープス）共演:青木りん、浜崎りお、星野あかり
- 爆音潮吹きアクメ演説カーがイクッ!!（11月5日、SODクリエイト）共演:橘れもん
- メガ潮吹きレズビアン（12月9日、クロス）共演:桐島ひかり
- 「痴」女優 石川鈴華（12月15日、ワープエンタテインメント）

2010年
- kira☆kira 3周年特別企画 巨乳9GALSリゾート☆乱交 （1月19日、kira☆kira）共演:向井ゆうき、永瀬あき、山内沙耶香、早乙女ルイ、沢村麻耶、桜庭ハル、みついあんな、成瀬心美
- アロマ仮想風俗シリーズ 舐められ【放課後】倶楽部DX 特別合宿コース（2月13日、アロマ企画）共演:成瀬心美、結城かれん、椿まひる、大槻ひびき
- 濡れ透け婦人の甘い疼き 〜乱れ咲く美人女教師・鈴華〜（2月25日、マドンナ）
- 尻饅頭（3月1日、MOODYZ）
- 僕の彼女は女子校生（3月12日、LEO）共演:月野りさ、川村葵
- JK援交 VOL.15 ガチ中出し（3月24日、サムシング）
- 帰宅部少女 帰宅部（3月25日、ラマ）
- もっこりパンツの上からチ○ポをいじくり発射させる女たち (5月1日、V(ヴィ))オムニバス作品 他出演:成瀬心美、安堂エリカ、紗奈、川上ゆう、早乙女ルイ、葉月奈穂、長谷川美紅
- OLのアフター7シリーズ 17（6月11日、アップス）
- FEEL THE パンティーストッキング（6月18日、HRC）
- Bikini＆Nude 新潮吹き女王 石川鈴華（8月19日、青子/妄想族）
- 友人の母親 石川鈴華（12月1日、VENUS）

2011年
- 義母相姦 あゝ欲求不満！兄弟のどす黒チンポはお義母さんがいただきます。 石川鈴華（1月19日、VENUS）
- 尻ざんまい4時間（3月13日、MOODYZ）他出演:水城奈緒、和葉みれい、泉麻那、 成瀬心美、つぼみ、ひなのりく、RUMIKA
- S級熟女 剛毛 SUPER BESTサービス（6月1日、VENUS）他出演:瀬奈涼、黒木麻衣、水元ゆうな、竹内結、鈴木さとみ、加藤ツバキ、柳田やよい、神崎レオナ、優木明日花
- 癒し系お姉さんの性欲処理 訪問サービス（7月22日、グローリークエスト）他出演:葉月しおり、紗奈、国見奈々、永井あいこ（稲森しほ、南ゆう）、飯島くらら
- 潮吹き乱舞生ハメ中出し（8月26日、ストロベリー）他出演:村上里沙、新井エリー（大沢佑香、晶エリー）、沢井真帆
- S級熟女 ベストオブ手コキ（9月1日、VENUS）
- 潮吹きレズビアン（10月28日、レディース・ルーム）他出演:大塚咲、成瀬心美、星野メグ、星野優奈、あすかみみ、あいら、愛菜りな、南野あかり、前田陽菜、瞳れん、川上ゆう、愛音ゆう、篠原友里恵、高瀬七海、京野明日香
- S級熟女 巨乳爆乳SUPER BEST II（11月1日、VENUS）